# Église de la Nativité-de-Notre-Dame de Vauvillers
Pour les articles homonymes, voir Église de la Nativité.
L'église de la Nativité-de-Notre-Dame est une église catholique située à Vauvillers (Haute-Saône). L'édifice est inscrit au titre des monuments historiques depuis 1998.

## Historique
L'église fut reconstruite entre 1767 et 1773, sur les plans de l'architecte Claude-Etienne Chognard.
En 1789, le curé Jean-Baptiste Blancheville prêta serment, puis se rétracta.
Fin 2020, la commune et la Fondation du patrimoine ont lancé une souscription pour financer les travaux de sauvegarde. Décédée en 2021, à 97 ans, une paroissienne, Huguette Pairon, a légué  421 000€ pour cette rénovation.

## Objets remarquables
Treize objets sont inscrits Monuments historiques : tableaux, confessionnal, croix, statue ...